# Manettia calycosa
Manettia calycosa är en måreväxtart som beskrevs av August Heinrich Rudolf Grisebach. Manettia calycosa ingår i släktet Manettia och familjen måreväxter. Inga underarter finns listade i Catalogue of Life.